# Adriaan van Croÿ

Wapen Adriaan van Croÿ

Adriaan van Croÿ (Frans: Adrien de Croÿ) (ca. 1475 - 5 juni 1553), eerste graaf van Le Roeulx, was een Zuid-Nederlands veldheer in dienst van keizer Karel V.

## Biografie
Hij was de zoon van Ferry van Croÿ en Lamberte de Brimeu en kreeg zijn opvoeding samen met de latere keizer Karel, van wie hij een der nauwste vertrouwelingen was. In 1519 werd hij ridder in de Orde van het Gulden Vlies.
Bij de dood van zijn vader in 1524 wordt hij belast met het strategisch belangrijke stadhouderschap van Artesië. Het was Adriaan van Croÿ die de Connétable de Bourbon wist te overtuigen over te lopen naar het kamp van Karel V.
Ter gelegenheid van de kroning van zijn beschermheer tot keizer in Bologna (1531) werd hij verheven tot eerste graaf van Le Rœulx.
Als militair onderscheidde Adriaan zich in de oorlog die in 1532 tegen het Ottomaanse Rijk werd uitgevochten; vervolgens in de oorlogen met Frankrijk.
Karel stuurde Adriaan in het najaar van 1539 als gezant naar het opstandige Gent. Na de onderdrukking van de opstand begin 1540 benoemde hij Adriaan van Croÿ tevens tot stadhouder van Vlaanderen en gouverneur van de kasselrijen Rijsel, Dowaai en Orchies en belastte hem met de bouw van het Spanjaardenkasteel.
Tijdens de belegering van Terwaan in 1553 stierf Adriaan aan zijn verwondingen.

## Huwelijk en kinderen
Adriaan trouwde in 1531 met Claudia van Melun. 
Zij hadden als kinderen:
- Jan (-1581), tweede graaf van Le Rœulx
- Eustaas
- Gerard (†1585)
- Lambertine (†1579)
- Claudia (†1576)

## Voorouders
| Voorouders van Adriaan van Croÿ | Voorouders van Adriaan van Croÿ                                           | Voorouders van Adriaan van Croÿ                                           | Voorouders van Adriaan van Croÿ                                      | Voorouders van Adriaan van Croÿ                                      | Voorouders van Adriaan van Croÿ                                  | Voorouders van Adriaan van Croÿ                                  | Voorouders van Adriaan van Croÿ                                                   | Voorouders van Adriaan van Croÿ                                                   |
| ------------------------------- | ------------------------------------------------------------------------- | ------------------------------------------------------------------------- | -------------------------------------------------------------------- | -------------------------------------------------------------------- | ---------------------------------------------------------------- | ---------------------------------------------------------------- | --------------------------------------------------------------------------------- | --------------------------------------------------------------------------------- |
| Overgrootouders                 | Anton van Croÿ (1385–1475) ∞1410 Margaretha van Lotharingen-Vaudémont (–) | Anton van Croÿ (1385–1475) ∞1410 Margaretha van Lotharingen-Vaudémont (–) | Johan van Créscesques en Longpré (–) ∞ Bonne van Wallon-Chapelle (–) | Johan van Créscesques en Longpré (–) ∞ Bonne van Wallon-Chapelle (–) | Johan II van Brimeu (1397–1441) ∞ Maria van Mailly (1410–1470)   | Johan II van Brimeu (1397–1441) ∞ Maria van Mailly (1410–1470)   | Jacob van Rambures (1425–1515) ∞ Maria-Antoinette van Bergues-Saint Winoc (1425–) | Jacob van Rambures (1425–1515) ∞ Maria-Antoinette van Bergues-Saint Winoc (1425–) |
| Grootouders                     | Jan III van Croÿ (1435–1505) ∞ Johanna van Crésecques (1460–1500)         | Jan III van Croÿ (1435–1505) ∞ Johanna van Crésecques (1460–1500)         | Jan III van Croÿ (1435–1505) ∞ Johanna van Crésecques (1460–1500)    | Jan III van Croÿ (1435–1505) ∞ Johanna van Crésecques (1460–1500)    | Guy van Brimeu (1433–1476) ∞ Antoinette van Rambures (1470–1556) | Guy van Brimeu (1433–1476) ∞ Antoinette van Rambures (1470–1556) | Guy van Brimeu (1433–1476) ∞ Antoinette van Rambures (1470–1556)                  | Guy van Brimeu (1433–1476) ∞ Antoinette van Rambures (1470–1556)                  |
| Ouders                          | Ferry van Croÿ (1470–1524) ∞ 1495 Lamberte de Brimeu (–1509)              | Ferry van Croÿ (1470–1524) ∞ 1495 Lamberte de Brimeu (–1509)              | Ferry van Croÿ (1470–1524) ∞ 1495 Lamberte de Brimeu (–1509)         | Ferry van Croÿ (1470–1524) ∞ 1495 Lamberte de Brimeu (–1509)         | Ferry van Croÿ (1470–1524) ∞ 1495 Lamberte de Brimeu (–1509)     | Ferry van Croÿ (1470–1524) ∞ 1495 Lamberte de Brimeu (–1509)     | Ferry van Croÿ (1470–1524) ∞ 1495 Lamberte de Brimeu (–1509)                      | Ferry van Croÿ (1470–1524) ∞ 1495 Lamberte de Brimeu (–1509)                      |
| Adriaan van Croÿ (1475–1553)    |                                                                           |                                                                           |                                                                      |                                                                      |                                                                  |                                                                  |                                                                                   |                                                                                   |